# Liste der Kulturdenkmale in Siebeneichen (Meißen)
In der Liste der Kulturdenkmale in Siebeneichen sind die Kulturdenkmale der im Süden der Stadt Meißen am linken Ufer der Elbe gelegenen Gemarkung Siebeneichen verzeichnet, die bis März 2021 vom Landesamt für Denkmalpflege Sachsen erfasst wurden (ohne archäologische Kulturdenkmale). Die Anmerkungen sind zu beachten.
Diese Aufzählung ist eine Teilmenge der Liste der Kulturdenkmale in Meißen.

## Liste der Kulturdenkmale in Siebeneichen
| Bild           | Bezeichnung | Lage                                                           | Datierung                                                                  | Beschreibung | ID       |
| -------------- | --- | -------------------------------------------------------------- | -------------------------------------------------------------------------- | --- | -------- |
| Weitere Bilder | Vorwerk, kleiner Dreiseithof mit Erdgeschossmauern eine Wohnhauses/Wohnstallhauses, sogenanntes Dozentenhaus, und zwei angebauten Seitengebäuden (Rittergut und Vorwerk Siebeneichen) | Siebeneichen 1 (Karte)                                         | Um 1935                                                                    | Ortsgeschichtlich, sozialgeschichtlich und baugeschichtlich von Bedeutung, Teil des Ensembles Schloss Siebeneichen | 09266217 |
| Weitere Bilder | Vorwerk, Wohnhaus mit Erdgeschossmauern eines abgebrochenen Gebäudeteiles (Rittergut und Vorwerk Siebeneichen)                                                                        | Siebeneichen 3 (Karte)                                         | 18. Jahrhundert                                                            | Ortsgeschichtlich, sozialgeschichtlich und baugeschichtlich von Bedeutung, Teil des Ensembles Schloss Siebeneichen | 09269137 |
| Weitere Bilder | Vorwerk, Wohnhaus mit Erdgeschossmauern eines weiteren Gebäudes (Rittergut und Vorwerk Siebeneichen)                                                                                  | Siebeneichen 4 (Karte)                                         | 18. Jahrhundert                                                            | Ortsgeschichtlich, sozialgeschichtlich und baugeschichtlich von Bedeutung, Teil des Ensembles Schloss Siebeneichen | 09306880 |
| Weitere Bilder | Vorwerk, Wirtschaftsgebäude (Rittergut und Vorwerk Siebeneichen) | Siebeneichen 8 (Karte)                                         | Bezeichnet mit 1807, MDCCCVII                                              | Offenbar Teil eines ursprünglich längeren Baus, trotzdem beeindruckend, wirtschaftsgechichtlich, sozialgeschichtlich und baugeschichtlich von Bedeutung, Teil des Ensembles um Schloss Siebeneichen | 09266216 |
| Weitere Bilder | Rittergut Siebeneichen (Sachgesamtheit) | Siebeneichener Schloßberg 2 (Siebeneichener Straße 62) (Karte) | Um 1550 (Altes Schloss); 1745–1748 (Neues Schloss); seit 1805 (Parkanlage) | Sachgesamtheit Rittergut Siebeneichen, mit den Einzeldenkmalen: Schloss Siebeneichen (09266218, gleiche Anschrift) und am Fuße des Berges das Einzeldenkmal Forsthaus (09266182, Siebeneichener Straße 62), Renaissanceportal und Mauern des ehemaligen Lust- und späteren Küchengartens (09306391, Siebeneichener Schloßberg) dazu die Sachgesamtheitsteile seitliche Stützmauern mit Treppen und Säulen, Fläche des ehemaligen Lust- und späteren Küchengartens sowie Parkanlage in bergigem Gelände (Gartendenkmal, siehe auch Sachgesamtheitsbestandteil 09303803, Klipphausen, Ortsteil Bockwen); bedeutsamer Landsitz der bekannten Meißner Adelsfamilie von Miltitz, Komplex bau-, landes- und ortsgeschichtlich, künstlerisch, städtebaulich und landschaftsgestaltend bedeutend | 09301118 |
| Weitere Bilder | Renaissanceportal und Mauern des ehemaligen Lust- und späteren Küchengartens (Einzeldenkmale der Sachgesamtheit 09301118)                                                             | Siebeneichener Schloßberg (Karte)                              | 16. Jahrhundert                                                            | Einzeldenkmale der Sachgesamtheit Rittergut Siebeneichen; Teil eines bedeutsamen Landsitzes der bekannten Meißner Adelsfamilie von Miltitz, mit dem Komplex bau-, landes- und ortsgeschichtlich, künstlerisch, städtebaulich und landschaftsgestaltend bedeutend | 09306391 |
| Weitere Bilder | Anlage aus Rechteckbau des Alten und vorgelegtem Dreiflügelbau des Neuen Schlosses (Einzeldenkmal der Sachgesamtheit 09301118)                                                        | Siebeneichener Schloßberg 2 (Karte)                            | Um 1550                                                                    | Einzeldenkmal der Sachgesamtheit Rittergut Siebeneichen; bedeutsamer Landsitz der bekannten Meißner Adelsfamilie von Miltitz, Komplex bau-, landes- und ortsgeschichtlich, künstlerisch, städtebaulich und landschaftsgestaltend bedeutend, Altes Schloss im Stil der Renaissance mit zwei Ecktürmen, Neues Schloss einen Innenhof umschließender Barockbau mit Mansarddächern und charakteristischem Portal an der Westfassade | 09266218 |

## Tabellenlegende
- Bild: Bild des Kulturdenkmals, ggf. zusätzlich mit einem Link zu weiteren Fotos des Kulturdenkmals im Medienarchiv Wikimedia Commons. Wenn man auf das Kamerasymbol klickt, können Fotos zu Kulturdenkmalen aus dieser Liste hochgeladen werden:
- Bezeichnung: Denkmalgeschützte Objekte und ggf. Bauwerksname des Kulturdenkmals
- Lage: Straßenname und Hausnummer oder Flurstücknummer des Kulturdenkmals. Die Grundsortierung der Liste erfolgt nach dieser Adresse. Der Link (Karte) führt zu verschiedenen Kartendiensten mit der Position des Kulturdenkmals. Fehlt dieser Link, wurden die Koordinaten noch nicht eingetragen. Sind diese bekannt, können sie über ein Tool mit einer Kartenansicht einfach nachgetragen werden. In dieser Kartenansicht sind Kulturdenkmale ohne Koordinaten mit einem roten bzw. orangen Marker dargestellt und können durch Verschieben auf die richtige Position in der Karte mit Koordinaten versehen werden. Kulturdenkmale ohne Bild sind an einem blauen bzw. roten Marker erkennbar.
- Datierung: Baubeginn, Fertigstellung, Datum der Erstnennung oder grobe zeitliche Einordnung entsprechend des Eintrags in der sächsischen Denkmaldatenbank
- Beschreibung: Kurzcharakteristik des Kulturdenkmals entsprechend des Eintrags in der sächsischen Denkmaldatenbank, ggf. ergänzt durch die dort nur selten veröffentlichten Erfassungstexte oder zusätzliche Informationen
- ID: Vom Landesamt für Denkmalpflege Sachsen vergebene, das Kulturdenkmal eindeutig identifizierende Objekt-Nummer. Der Link führt zum PDF-Denkmaldokument des Landesamtes für Denkmalpflege Sachsen. Bei ehemaligen Kulturdenkmalen können die Objektnummern unbekannt sein und deshalb fehlen bzw. die Links von aus der Datenbank entfernten Objektnummern ins Leere führen. Ein ggf. vorhandenes Icon  führt zu den Angaben des Kulturdenkmals bei Wikidata.